# Liste von Kolonialdenkmalen
Diese Liste nennt Kolonialdenkmäler die an die Kolonialgeschichte erinnern.

## Hintergrund
Kolonialdenkmäler wurden sowohl in den Kolonien als auch in den Kolonialmächten errichtet. Mit der Entkolonialisierung wurden viele Denkmäler in den bisherigen Kolonien beseitigt. Die erhaltenen Denkmäler in den Kolonialmächten sind Gegenstand einer Debatte bezüglich der Erinnerungskultur.

## Deutsches Kolonialreich
In Deutschland ergaben sich einige Besonderheiten durch den relativ späten Eintritt in eine Kolonialpolitik und vor allem durch den Verlust der Kolonien nach dem Ersten Weltkrieg. In den deutschen Kolonien wurden nach seinem Tod eine Reihe von Bismarckdenkmälern erbaut. Bismarck selbst war zwar kein großer Anhänger der Kolonialpolitik, in seiner Amtszeit wurde jedoch die Grundlage des Kolonialreiches gelegt. In der Weimarer Republik war der Verlust der Kolonien Anlass, Kolonialdenkmäler zu errichten, die einen Rückerwerb der Kolonien propagierten. In der Zeit des Nationalsozialismus wurden erneut Denkmale errichtet, um das Kolonialthema propagandistisch zu nutzen.
Die Kolonialdenkmäler in den deutschen Kolonien wurden nach dem Ersten Weltkrieg von den Siegermächten überwiegend abgebaut. Ausnahmen waren Denkmale an entlegenen oder nicht exponierten Standorten und Denkmale, die von den Siegermächten als Grabdenkmale eingestuft wurden. Ausnahmefall war das ehemalige Deutsch-Südwestafrika, wo die Denkmale erhalten blieben. Die Kolonialdenkmäler in Deutschland wurden teilweise im Zweiten Weltkrieg ihres Metalls beraubt und/oder durch Kriegseinwirkungen zerstört. Die verbleibenden Denkmäler in den deutschen Ostgebieten und der SBZ wurden vollständig zerstört. Die Denkmale in den Westzonen bleiben überwiegend erhalten. Im Rahmen der Entkolonialisierung wurde begonnen, einzelne Denkmale (zum Beispiel der Kolonialstein in Gladbeck) zu beseitigen. Ab 1961 gab es Forderungen aus der entstehenden Studentenbewegungen, Kolonialdenkmäler zu entfernen. In Hamburg und Göttingen kam es Ende der 1960er Jahre zu gewaltsamen Beschädigungen der dortigen Denkmale. Ab den 1980er Jahren setzte eine Diskussion um eine Umwidmung der Kolonialdenkmäler in Anti-Kolonialdenkmäler ein. Mehrere Denkmale wie das in Bremen und das in Berlin wurden in der Folge umgewidmet.
Insgesamt sind 175 Denkmale für die deutsche Kolonialgeschichte bekannt. Davon befanden sich 107 in Deutschland, die anderen in den deutschen Kolonien. Von denen in Deutschland entstanden 14 in der Zwischenkriegszeit, alle anderen aus dem Kaiserreich. Daneben gab es mindestens 7 Initiativen für Kolonialdenkmäler in Deutschland, die nicht umgesetzt wurden.

### Liste bestehender Kolonialdenkmäler
| Bild | Staat       | Ort                   | Lage                                                                                        | Beschreibung |
| --- | ----------- | --------------------- | ------------------------------------------------------------------------------------------- | --- |
| Bild gesucht Die Wikipedia wünscht sich an dieser Stelle ein Bild vom Ort mit diesen Koordinaten 53.019289 14.002819 . Motiv: Gedenktafel Schutztruppensoldaten Angermünde Falls du dabei helfen möchtest, erklärt die Anleitung , wie das geht. BW           | Deutschland | Angermünde            | Gedenktafel in der Kirche 53° 1′ 9,4″ N, 14° 0′ 10,1″ O                                     | In der Kirche befindet sich eine Gedenktafel für zwei gefallene Schutztruppensoldaten aus dem Jahr 1910. |
| | Deutschland | Aumühle               | Garten des Restaurants "Waldesruh" 53° 31′ 53,3″ N, 10° 18′ 50,7″ O                         | Das Deutsch-Ostafrika-Gedächtnismal in Aumühle ist eine Dreiergruppe eines Schutztruppensoldaten, eines Askari und eines Trägers. Bildhauer war Walter von Ruckteschell. Das Denkmal hatte er 1932/33 für Potsdam entworfen, dort war es aber nach jahrelangem Streit verworfen worden. |
| Weitere Bilder | Deutschland | Bad Lauterberg        | Wissmann-Denkmal (Bad-Lauterberg) im Kurpark 51° 37′ 43,2″ N, 10° 28′ 19,5″ O               | Das Denkmal für Hermann von Wissmann stammt von Johannes Götz. Es wurde am 4. September 1908 eingeweiht. |
| Bild gesucht Die Wikipedia wünscht sich an dieser Stelle ein Bild vom Ort mit diesen Koordinaten 51.627618 10.466795 . Motiv: Gedenktafel für Hermann von Wissmann in Bad Lauterberg Falls du dabei helfen möchtest, erklärt die Anleitung , wie das geht. BW | Deutschland | Bad Lauterberg        | Wißmann-Haus (Wißmannstraße 14) 51° 37′ 39,4″ N, 10° 28′ 0,5″ O                             | Am Wohnhaus von Hermann von Wissmann in Bad Lauterberg befindet sich eine Gedenktafel mit der Inschrift "Heimathaus des Gouverneurs von Wissmann (1881–1905)". |
| Weitere Bilder | Deutschland | Bad Wilsnack          | Vor der Elbtalgrundschule 52° 57′ 27,7″ N, 11° 56′ 57,2″ O                                  | Das Kriegerdenkmal in Bad Wilsnack erinnert auch an die Toten des Boxeraufstandes. |
| Bild gesucht Die Wikipedia wünscht sich an dieser Stelle ein Bild vom Ort mit diesen Koordinaten 49.941901 11.560817 . Motiv: Südwest-Denkmal Bayreuth Falls du dabei helfen möchtest, erklärt die Anleitung , wie das geht. BW                               | Deutschland | Bayreuth              | Stadtfriedhof Bayreuth 49° 56′ 30,8″ N, 11° 33′ 38,9″ O                                     | Das Südwest-Denkmal wurde 1911 bis 1915 vom Verein ehemaliger China- und Afrikakämpfer auf dem Gelände der Chevaulegers-Kaserne errichtet. Später wurde es auf den Stadtfriedhof versetzt. Es handelt sich um einen Basaltfindling mit Inschriftentafel. |
| Weitere Bilder | Deutschland | Berlin                | Hererostein auf dem Friedhof Columbiadamm 52° 28′ 50″ N, 13° 24′ 47,2″ O                    | Der Herero-Stein wurde 1907 auf dem damaligen Kasernengelände des Kaiser-Franz-Garde-Grenadier-Regiments Nr. 2 in der Urbanstraße errichtet und 1973 restauriert und an den Columbiadamm umgesetzt. Am 2. Oktober 2009 wurde der Stein um eine Gedenkplatte für die Opfer des Herero-Krieges ergänzt. |
| Weitere Bilder | Deutschland | Berlin                | Klinke-Denkmal auf dem Klinkeplatz 52° 33′ 21,6″ N, 13° 11′ 56,1″ O                         | Das Denkmal für Carl Klinke und das Pionierbataillon von Rauch aus dem Jahr 1908 stammt von Wilhelm Wandschneider. Es erinnert ausweislich der Inschrift an die Toten des Bataillons in den Einigungskriegen sowie an die "in China und Südwestafrika Gefallenen" des Bataillons. |
| Bild gesucht Die Wikipedia wünscht sich an dieser Stelle ein Bild vom Ort mit diesen Koordinaten 49.041081 9.094858 . Motiv: Gedenktafel Bönnigheim Falls du dabei helfen möchtest, erklärt die Anleitung , wie das geht. BW                                  | Deutschland | Bönnigheim            | Cyriakuskirche (Bönnigheim) 49° 2′ 27,9″ N, 9° 5′ 41,5″ O                                   | In der evangelischen Stadtkirche wurde um 1905/06 eine Gedenktafel für einen in Südwestafrika gefallenen Unteroffizier angebracht. |
| Weitere Bilder | Deutschland | Braunschweig          | Kolonialdenkmal (Braunschweig), Stadtpark, Jasperallee 52° 16′ 11″ N, 10° 32′ 48″ O         | Das Braunschweiger Kolonialdenkmal wurde durch den „Verein ehemaliger Ostasiaten und Afrikaner“ initiiert und am 14. Juni 1925 eingeweiht. Der Entwurf für das Denkmal stammt von Herman Flesche, Bildhauer war Jakob Hofmann. |
| Weitere Bilder | Deutschland | Bremerhaven, Wulsdorf | Friedhof Wulsdorf 53° 30′ 48,8″ N, 8° 35′ 49,6″ O                                           | Der Obelisk aus schwarzem Granit erinnert an die 10 in Bremerhaven gestorbenen Kriegsteilnehmer im Boxeraufstand. Er wurde um 1902 von verschiedenen Kriegervereinen errichtet, siehe auch Liste von Denkmälern und Skulpturen in Bremerhaven. |
| | Deutschland | Dresden               | Garnisonkirche St. Martin 51° 4′ 28,6″ N, 13° 45′ 34,3″ O                                   | In der Garnisonkirche St. Martin erinnern 6 Bronzetafeln an die Toten des Deutsch-Französischen Kriegs aus Dresden. Eine davon nennt auch den Namen von 7 toten Soldaten in Deutsch-Südwestafrika. Die Tafeln stammen aus der Zeit vor 1914. |
| Weitere Bilder | Deutschland | Dülmen                | Dülmen, Lüdinghauser Straße 51° 49′ 30,5″ N, 7° 17′ 8,5″ O                                  | Das 1897 errichtete Denkmal für die Einigungskriege wurde nach 1905 um eine Inschrift für einen 1904 in Deutsch-Südwest-Afrika gefallenen Schutztruppensoldaten ergänzt. |
| Weitere Bilder | Deutschland | Düsseldorf            | Kolonialkriegerdenkmal (Düsseldorf), Stadtpark, Jasperallee 51° 14′ 57,9″ N, 6° 46′ 33,1″ O | Das Denkmal wurde durch das „Niederrheinische Füsilier-Regiment Nr. 39“ initiiert und am 26. Mai 1909 eingeweiht. Der Entwurf für das Denkmal stammt von Peter Bürger. |
| | Deutschland | Göttingen             | Ecke Geismar Landstraße/Friedländer Weg 51° 31′ 32,4″ N, 9° 56′ 49,4″ O                     | Das Südwestafrika-Denkmal wurde durch Angehörige des 2. Kurhessischen Infanterie-Regiments 82 initiiert und am 1910 eingeweiht. Im April 1978 wurden der Bronzeadler und die Gedenkplatte des Denkmals durch Mitglieder des KBW gestohlen. Der Adler tauchte 1999 in Windhoek wieder auf. Das verbliebene Denkmal wurde um eine Erläuterungstafel ergänzt, die sich kritisch mit der Kolonialgeschichte auseinandersetzt. |
| Bild gesucht Die Wikipedia wünscht sich an dieser Stelle ein Bild vom Ort mit diesen Koordinaten 53.583826 10.13402 . Motiv: Schutztruppen-Ehrenmal im Tansania-Park Falls du dabei helfen möchtest, erklärt die Anleitung , wie das geht. BW                 | Deutschland | Hamburg               | Schutztruppen-Ehrenmal im Tansania-Park 53° 35′ 1,8″ N, 10° 8′ 2,5″ O                       | Das Schutztruppen-Ehrenmal wurde 1939 eingeweiht. Es besteht aus einem hohen Pfeiler mit einem Lorbeerkranz, der ein Eisernes Kreuz umrahmt und auf dem die eines Reichsadlers sitzt. Vier Gedenktafeln an der umgebenden Backsteinmauer nennen die Namen der im Ersten Weltkrieg in den Kolonien Gefallenen. |
| | Deutschland | Hamburg               | im Michel 53° 32′ 54″ N, 9° 58′ 44″ O                                                       | Vor 1914 wurde eine Gedenktafel für verstorbene Schutztruppensoldaten im Michel angebracht. Die Tafel ist vor Ort erhalten. |
| Weitere Bilder | Deutschland | Hannover              | Kleine Pfahlstraße in Hannover-Oststadt 52° 23′ 5,5″ N, 9° 45′ 18,9″ O                      | Das Waldersee-Denkmal von Bernhard Hoetger erinnert an Generalfeldmarschall Alfred von Waldersee. |
| Weitere Bilder | Deutschland | Hannover              | Stadtfriedhof Engesohde, Abteilung 16F, Grabnummer 75 52° 20′ 57,8″ N, 9° 45′ 6,2″ O        | Das Grab von Carl Peters war bis 1993 Ehrengrab der Stadt Hannover. |
| Weitere Bilder | Deutschland | Hannover              | Karl-Peters-Denkmal (Hannover), Bertha-von-Suttner-Platz 52° 21′ 36,2″ N, 9° 45′ 40,1″ O    | Das Denkmal für Carl Peters wurde 1935 von Ulfert Janssen geschaffen. Durch das Anbringen einer „Mahntafel gegen den Kolonialismus“ am 30. Juni 1988 wurde es zu einem Anti-Kolonisationsdenkmal umgestaltet. |
| | Deutschland | Heidelberg            | Bierhelderhofweg/Saupfercheckweg 49° 23′ 25,3″ N, 8° 42′ 13,7″ O                            | Kolonialgedenkstein Heidelberg. Das Kleindenkmal aus Buntsandstein steht am Rand der Rodungsinsel Bierhelderhof im Heidelberger Stadtwald. Es trägt die Inschrift: 24.IV.24 ZUM GEDENKEN AN DIE 40 JÄHR. KOLONIALGESCHICHTE DES DEUTSCHEN REICHES |
| Bild gesucht Die Wikipedia wünscht sich an dieser Stelle ein Bild vom Ort mit diesen Koordinaten 49.7006 7.3272 . Motiv: Idar-Oberstein Artillerieschule Falls du dabei helfen möchtest, erklärt die Anleitung , wie das geht. BW                             | Deutschland | Idar-Oberstein        | Am Stabsgebäude des Appellplatzes der Artillerieschule 49° 42′ 2,2″ N, 7° 19′ 37,9″ O       | Am Gebäude befindet sich eine Inschrift „Schutztruppe Deutsch-Südwestafrika – Windhuk-Keetmannshoop – 1. Battr. Narubis – 2. Battr.: Johann-Albrechtshöhe – 3. Battr. Kranzplatz bei Gibeon – 1889-1918“ sowie ein Schutztruppenhut. |
| | Deutschland | Kiel                  | Pauluskirche 54° 20′ 1,3″ N, 10° 8′ 41,5″ O                                                 | In der Pauluskirche befindet sich eine dreiteilige Gedenktafel mit den Namen der in China, Deutsch-Südwestafrika und Deutsch-Ostafrika gefallenen. |
| | Deutschland | Kiel                  | Düsternbrooker Weg 54° 20′ 39,4″ N, 10° 9′ 14″ O                                            | Das Seesoldaten-Ehrenmal erinnert an die 300 Toten 1852 – 1914 und steht unter Denkmalschutz, siehe Liste der Kulturdenkmale in Kiel-Düsternbrook. |
| Bild gesucht Die Wikipedia wünscht sich an dieser Stelle ein Bild vom Ort mit diesen Koordinaten 50.357778 7.581667 . Motiv: Koblenz Falls du dabei helfen möchtest, erklärt die Anleitung , wie das geht. BW                                                 | Deutschland | Koblenz               | Boelcke-Kaserne 50° 21′ 28″ N, 7° 34′ 54″ O                                                 | Ein Gedenkstein für die in China und Deutsch-Südwestafrika gefallenen Soldaten des Telegraphen-Bataillons Nr. 3 in der Boelcke-Kaserne ist erhalten. |
| | Deutschland | Lüneburg              | St. Michaelis (Lüneburg) 53° 14′ 57,8″ N, 10° 24′ 4,3″ O                                    | In der Turmhalle von St. Michaelis befindet sich eine Gedenktafel für die 1904/05 in Deutsch-Südwestafrika gefallenen Soldaten. |
| Bild gesucht Die Wikipedia wünscht sich an dieser Stelle ein Bild vom Ort mit diesen Koordinaten 51.581667 7.611944 . Motiv: Gedenktafel Margaretenkirche (Methler) Falls du dabei helfen möchtest, erklärt die Anleitung , wie das geht. BW                  | Deutschland | Methler               | Margaretenkirche (Methler) 51° 34′ 54″ N, 7° 36′ 43″ O                                      | In der Margaretenkirche in Methler hängt eine Tafel mit den Namen von Kolonialgefallenen. |
| | Deutschland | München               | Alter Südlicher Friedhof (Thalkirchner Straße) 48° 7′ 30,6″ N, 11° 33′ 43,9″ O              | Als Ersatz für die in den 1950er Jahren entfernte Gedenktafel im Hof des Neuen Rathauses wurde an der Mauer des Alten Südlichen Friedhofs eine neue Gedenktafel des Bildhauers Karl Oppenrieder angebracht. Es handelt sich um eine große kombinierte Gedenktafel zur Erinnerung an die „Gefallenen des Krieges 1870/71“ und die „Toten der Kolonialkriege“ mit langen Namenslisten.                                      |
| | Deutschland | Strasburg (Uckermark) | Kirche St. Marien 53° 30′ 26,4″ N, 13° 44′ 45,7″ O                                          | Gedenktafel für Gustav Böder, den Auslöser und erstes Todesopfer des Sokehs-Aufstandes |
| Weitere Bilder | Namibia     | Swakopmund            | Marine-Denkmal (Swakopmund), vor dem State House 22° 40′ 35,1″ S, 14° 31′ 29,3″ O           | Das Denkmal wurde von Albert Moritz Wolf entworfen und am 1. August 1908 enthüllt. Es gedenkt des Marine-Expeditions-Korps der Schutztruppe und seines Beitrags im Rahmen des Aufstands der Herero und Nama 1904. |
| | Österreich  | Weißenbach bei Liezen | Hermann-von-Wissmann-Weg 47° 34′ 1,2″ N, 14° 12′ 5,1″ O                                     | Das Denkmal für Hermann von Wissmann wurde am 15. Juli 1908 eingeweiht. |
| | Namibia     | Lüderitz              | Lüderitz-Denkmal, Alter Friedhof am Nautilus-Hügel 26° 37′ 4″ S, 15° 10′ 7,6″ O             | Das Denkmal wurde 1903 an der Stelle eines Vermessungspunkts und einer Holztafel errichtet, mit der Adolf Lüderitz im Jahr 1883 seine Erwerbungen markiert hatte. |
| | Tansania    | Lugalo                | Zelewski-Denkmal am heutigen Tanzam Highway (T1) 7° 44′ 18,2″ S, 35° 52′ 36,9″ O            | Denkmal, erbaut um 1900 zur Erinnerung an Emil von Zelewski und das Gefecht bei Rugaro vom 17. August 1891. In der Schlacht zwischen dem Volk der Hehe und der Schutztruppe für Deutsch-Ostafrika erlitt Letztere eine der verlustreichsten Niederlagen ihrer Geschichte. |
| Weitere Bilder | Deutschland | Rastatt               | Lützower-Denkmal, Ecke Lützower-/Friedrich-Ebert-Straße 48° 51′ 1,3″ N, 8° 12′ 28,7″ O      | Das Kolonialkriegerdenkmal erinnert an Angehörige des Infanterie-Regiments „von Lützow“, die im Hehe-Aufstand sowie im Krieg gegen die Herero und Nama starben. Die Einweihung fand am 30. Juli 1907 statt. |
| Foto | Samoa       | Apia                  | Deutsches Flaggendenkmal an der Mulinu'u Road 13° 49′ 23,3″ S, 171° 46′ 29,1″ W             | Umzäunte Steinpyramide mit der Aufschrift: „Hier wurde am 1 Maerz 1900 die deutsche Flagge gehisst.“ |

### Liste ehemaliger Kolonialdenkmäler
| Bild | Staat       | Ort                                            | Lage | Beschreibung |
| --- | ----------- | ---------------------------------------------- | --- | --- |
| 0 | Deutschland | Unbekannter Ort im ehemaligen Herzogtum Anhalt | 0 | In drei namentlich nicht bekannten Kirchen in Anhalt befanden sich Gedenktafeln für gefallene Schutztruppensoldaten aus dem Jahr 1908. Es ist unklar, ob diese erhalten sind. |
| 0 | Deutschland | Berlin                                         | Ehemalige Kaserne des 1. Telegraphen-Bataillons                                                                                 | um 1907/1908 wurde in der Kaserne des 1. Telegraphen-Bataillons ein Obelisk aufgestellt, der den „im südwestlichen Aufstand gebliebenen Angehörigen des 1. Telegraphen-Bataillons“ gewidmet war. |
| 0 | Deutschland | Berlin                                         | Ehemalige Kaserne des II. Eisenbahn-Regiments 52° 28′ 59,5″ N, 13° 22′ 16,4″ O                                                  | Am 2. Juni 1901 wurde in der Kaserne des II. Eisenbahn-Regiments ein Gedenkstein eingeweiht, der die Inschrift „Dem Andenken seiner Kameraden in China 1899, 1900 und Südwestafrika 1904/07, Eisenbahn-Regiment Nr. 2“ trug. |
| 0 | Deutschland | Berlin                                         | Wilhelmstraße 62, Mauerstraße 45 52° 30′ 45,1″ N, 13° 23′ 5″ O                                                                  | Am 9. Dezember 1923 wurde im Sitzungssaal des Reichsministeriums für Wiederaufbau eine Gedenktafel zum Gedenken an die „in den Schutzgebieten gefallenen Kolonialbeamten und Schutztruppen-Angehörigen“ aufgehängt. Später wurde die Tafel in das Gebäude Wilhelmstraße 74 versetzt. Sie ist nicht erhalten. |
| 0 | Deutschland | Berlin                                         | 0 | Am 14. Februar 1923 wurde vom Verein ehemaliger Kameraden der deutsch-afrikanischen Schutztruppen eine Gedenktafel für die Gefallenen der Schutztruppen aufgehängt. Sie ist nicht erhalten. |
| 0 | Deutschland | Berlin                                         | 0 | 1903 soll (neben dem Denkmal in Münster) ein Denkmal von Hermann Hidding für Clemens von Ketteler in Berlin eingeweiht worden sein. |
| Weitere Bilder | Deutschland | Bremen                                         | Antikolonialdenkmal im Nelson-Mandela-Park 53° 5′ 2,7″ N, 8° 49′ 3″ O                                                           | Das Denkmal in Form eines Elefanten wurde als „Reichskolonialehrendenkmal“ 1931 errichtet und 1932 eingeweiht. Der Entwurf stammt vom Bildhauer Fritz Behn, der Architekt Otto Blendermann zeichnete für den Bau verantwortlich. Am 18. Mai 1990 wurde das Denkmal zum „Anti-Kolonial-Denk-Mal“ umgewidmet. Es steht unter Denkmalschutz. |
| 0 | Deutschland | Döberitz                                       | Truppenübungsplatz Döberitz 52° 30′ 46″ N, 13° 3′ 5,5″ O                                                                        | Am 21. Juni 1931 wurde das Denkmal für die 1919 im Versailler Vertrag verlorenen Gebiete auf dem Truppenübungsplatz Döberitz eingeweiht. Das von Karl Möbius geschaffene Denkmal bestand aus einem rechteckigen Sockel, darauf einem Globus aus Granit, gekrönt durch einen Adler aus Bronze. Die verlorenen Gebiete und Kolonien waren auf dem Globus durch Kupferplatten hervorgehoben. Es ist nicht erhalten. |
| 0 | Deutschland | Dresden                                        | Kaserne des 1. Leib-Grenadier-Regiments Nr. 100                                                                                 | Am 5. Juni 1910 wurde das Denkmal für vier in den Kolonien Gefallene des Regiments eingeweiht. Es war ein Granitblock mit Bronzetafel. Stifter waren Offiziere des Regiments. Es ist nicht erhalten. |
| Weitere Bilder | Deutschland | Dresden                                        | Kolonialkriegerdenkmal (Dresden), gegenüber der ehemaligen Jägerkaserne am Sachsenplatz 51° 3′ 18,8″ N, 13° 45′ 21,9″ O         | Das Dresdener Kolonialkriegerdenkmal wurde durch den „Verein Sächsischer Militärverein ehemaliger Überseetruppen Dresden“ initiiert und am 1909 eingeweiht. Das Denkmal bestand aus einem erhöhten quadratischen Sockel mit massiven Kalksteinelementen auf einem dreistufigen Podest. Darauf befand sich eine Kugel, gekrönt mit einem Adler. Nach dem Zweiten Weltkrieg wurde das unversehrt gebliebene Denkmal am 20. Januar 1947 abgerissen. |
| 0 | Deutschland | Frankfurt (Oder)                               | Lindenstraße 9 | Nach 1906 wurde am Haus Lindenstraße 9 durch die DKG eine Gedenktafel für Hermann von Wissmann angebracht. Sie ist nicht erhalten. |
| 0 | Deutschland | Frankfurt (Oder)                               | Kribi, Kaserne Hindenburgstraße, dann Bahnhofsvorplatz 52° 20′ 17″ N, 14° 32′ 47,2″ O                                           | 1912 bis zum Ende des Ersten Weltkriegs stand das Bronzestandbild von Hans Dominik (Bildhauer: Karl Möbius) in Kribi (Kamerun). Dann wurde es nach Frankfurt in die Kaserne Hindenburgstraße und im September 1933 auf den Bahnhofsvorplatz versetzt. 1942 wurde die Bronzestatue eingeschmolzen. Siehe auch Liste abgegangener Denkmäler in Frankfurt (Oder)#Denkmal für Hans Dominik. |
| 0 | Deutschland | Gera                                           | vor der Johanniskirche 50° 52′ 51,7″ N, 12° 4′ 52,4″ O                                                                          | Am 20. Oktober 1935 wurde ein durch die DKG ein Findling mit einer Bronzeplakette und Inschrift errichtet. Er ist nicht erhalten. |
| Weitere Bilder | Deutschland | Hamburg                                        | Deutsch-Ostafrika-Kriegerdenkmal (Reste im Tansania-Park) 53° 35′ 1,8″ N, 10° 8′ 2,5″ O                                         | Das Deutsch-Ostafrika-Kriegerdenkmal bestand aus überlebensgroßen Figurengruppen aus Terracotta, die am Eingang der Kaserne aufgestellt waren. 2003 wurde der Rest des Werks von Walter von Ruckteschell in den Tansania-Park transloziert. |
| | Deutschland | Hamburg                                        | Wissmann-Denkmal (Hamburg), heute musealisiert 53° 35′ 1,8″ N, 10° 8′ 2,5″ O                                                    | Das Denkmal wurde auf Initiative der Deutschen Kolonialgesellschaft geschaffen und am 3. April 1909 auf dem damaligen Wissmann-Platz in Daressalam aufgestellt. Nach dem Ersten Weltkrieg wurde das Denkmal durch die Briten beschlagnahmt und nach London verbracht. 1921 einigte man sich auf eine Rückgabe und das Denkmal erhielt im November 1922 einen neuen Platz im Garten neben dem Kuppelbau der 1919 gegründeten Hamburger Universität. 1968 wurde das Denkmal demontiert und eingelagert. Später erfolgten Ausstellungen in verschiedenen Museen. |
| Weitere Bilder | Deutschland | Helgoland                                      | ursprünglich: Kurpromenade 54° 10′ 50,6″ N, 7° 53′ 23,1″ O heute: Museum Helgoland, Außengelände 54° 11′ 6,9″ N, 7° 53′ 12,8″ O | Das Carl-Peters-Denkmal wurde am 3. Juni 1931 vom Reichsverband der Kolonialdeutschen und Kolonialinteressen sowie von anderen Organisationen eingeweiht. Das Denkmal von Karl Möbius sollte ursprünglich 1914 in Daressalam aufgestellt werden. Aufgrund des Kriegsausbruchs erfolgte die Aufstellung 1914 nicht. Es wurde von den Briten konfisziert, dann aber an Deutschland zurückgegeben. 1944 wurde die Bronzefigur abgetragen und zum Einschmelzen zerlegt. 1966 wurde der erhaltene Kopf als Büste hinter der Jugendherberge aufgestellt. 1989 wurde das Denkmal entfernt. Der Kopf befindet sich im Helgoländer Nordsee-Museum und ist heute laut Hinweistafel „mehr Mahnmal als Ehrenmal“. Das ursprüngliche Denkmal trug die Aufschrift: „Dem Vorkämpfer deutscher Kolonialpolitik – dem Begründer von Deutsch-Ostafrika – Dr. Carl Peters. Auf Grund seiner Taten kam Helgoland 1890 zum Deutschen Reiche.“ |
| Bild gesucht Die Wikipedia wünscht sich an dieser Stelle ein Bild vom Ort mit diesen Koordinaten 50.647547 7.531462 . Motiv: Gedenktafel in der Kirche von Flammersfeld Falls du dabei helfen möchtest, erklärt die Anleitung , wie das geht. BW                          | Deutschland | Flammersfeld                                   | Flammersfeld, Kirche 50° 38′ 51,2″ N, 7° 31′ 53,3″ O                                                                            | Nach 1906 wurde in der Kirche eine Gedenktafel für einen verstorbenen Schutztruppensoldaten aufgehängt. |
| 0 | Deutschland | Gladbeck                                       | am Schloss Wittringen 51° 33′ 34,7″ N, 6° 58′ 52,5″ O                                                                           | Am 18. März 1934 wurde durch den Gladbecker Kolonialverein und den Verein ehemaliger Kolonialkrieger Gladbeck neben der Kolonialeiche am Schloss Wittringen ein Kolonialgedenkstein gesetzt. Der Gedenkstein ist nicht erhalten. |
| 0 | Deutschland | Goslar                                         | am Portal der Domkaserne (später Krahmer-Möllenberg-Kaserne, heute Energiecampus) 51° 54′ 2,9″ N, 10° 25′ 56,5″ O               | Vor 1914 wurde durch das Hannoversche Jäger-Bataillon Nr. 10 eine Gedenktafel für die in den Kolonien verstorbenen Angehörigen angebracht. Die Tafel ist im Keller des BGS eingelagert. |
| 0 | Deutschland | Halle (Saale)                                  | Adolf-Hitler-Ring (heute Hansering) 51° 28′ 58″ N, 11° 58′ 30,1″ O                                                              | Am 9. Juli 1933 wurde durch den Kriegerverein „General Maercker“ ein Kolonialdenkmal eingeweiht. Es handelte sich um eine Bronzestatue eines Schutztruppensoldaten von Karl Möbius. Das Denkmal wurde im Zweiten Weltkrieg eingeschmolzen. |
| 0 | Deutschland | Hamburg                                        | Edmund-Siemers-Allee 1 53° 33′ 45,9″ N, 9° 59′ 16,6″ O                                                                          | Das Denkmal für Hans Dominik sollte ursprünglich in Jaunde, Kamerun, stehen. Aufgrund des Kriegsausbruchs erfolgte die Aufstellung 1914 nicht. Es wurde von den Briten konfisziert, dann aber an Deutschland zurückgegeben. Es wurde am 7. Mai 1935 in Hamburg aufgestellt und 1968 von Studenten vom Sockel gestürzt. Es ist nicht erhalten. |
| 0 | Deutschland | Hannover                                       | Garnisonkirche am Goetheplatz 52° 22′ 20,4″ N, 9° 43′ 25,8″ O                                                                   | In der Garnisonkirche befand sich eine Gedenktafel für die Gefallenen der stadthannoverschen Regimenter. Sie ist nicht erhalten. |
| 0 | Deutschland | Kiel                                           | Exerzierhof der Marine-Kaserne, Mecklenburger Straße 54° 21′ 25″ N, 10° 8′ 38″ O                                                | Pyramidenförmiger Stapel aus Findlingen mit Bronzeadler und Inschrift für die in China verstorbenen Angehörigen. Daneben stand eine eroberte chinesische Kanone. Das Denkmal ist nicht mehr erhalten. |
| 0 | Deutschland | Kiel                                           | Kasernenhof, Greifswalder Straße 54° 21′ 25″ N, 10° 8′ 38″ O                                                                    | Das Marine-Ehrenmal bestand aus Granitfindlingen mit Anker und Kette und drei Inschriftentafeln für die Toten der Augusta, Adler und Eber sowie der Toten in China. Das Denkmal ist nicht erhalten. |
| 0 | Polen       | Kolberg 0                                      | | Der 1934 errichtete Kolonialgedenkstein ist nicht mehr erhalten. |
| 0 | Russland    | Königsberg 0                                   | Walter-Simon-Platz 54° 41′ 53,7″ N, 20° 32′ 0,8″ O                                                                              | 1927 wurde auf dem Walter-Simon-Platz eine Kolonialeiche durch die Kolonialverbände aufgrund der Reichskolonialtagung gepflanzt. Sie ist nicht mehr erhalten. |
| 0 | Russland    | Königsberg 0                                   | | 1931 errichtete der Verein ehemaliger Afrikaner einen hochrechteckigen Gedenkstein mit Inschrift für die gefallenen Kameraden. Er ist nicht mehr erhalten. |
| 0 | Deutschland | Lüneburg                                       | Bockelmannstraße 53° 15′ 21,4″ N, 10° 25′ 2,8″ O                                                                                | Das Kolonialkriegerdenkmal am Kasernengebäude der Lüner Kaserne war ein Findling mit Bronzetafel, der an die Gefallenen des Dragoner Regimentes 16 in Deutsch-Südwest-Afrika. Das Denkmal war bis zur Aufgabe der Kaserne erhalten. |
| 0 | Deutschland | Mannheim                                       | Horst-Wessel-Platz (heute Philosophenplatz)                                                                                     | Das Denkmal zeigte einen Springbock, der von einem Pfeil getroffen wurde, und die Inschrift „Dennoch – Deutsche Kolonien“. |
| Bild gesucht Die Wikipedia wünscht sich an dieser Stelle ein Bild vom Ort mit diesen Koordinaten 48.13777 11.57564 . Motiv: Ehemalige Gedenktafel für die gefallenen Schutztruppensoldaten Falls du dabei helfen möchtest, erklärt die Anleitung , wie das geht. BW       | Deutschland | München                                        | Hof des Neuen Rathauses (Marienplatz), beim Eingang 48° 8′ 16″ N, 11° 34′ 32,3″ O                                               | Einander entsprechende Gedenktafeln aus Carrara-Marmor für die Gefallenen der Kolonialkriege und des Krieges 1870/71 vom 22. Juni 1913 wurden in den 1950er Jahren entfernt. Stattdessen wurden auf dem Alten Südlichen Friedhof (Thalkirchner Straße) neue Gedenktafeln aufgestellt. Die Inschrift lautete: „Münchens Söhnen / die seit der Gründung des Deutschen Reiches / im Ausland für das Vaterland gestorben sind“, gefolgt von 17 Namen. |
| Bild gesucht Die Wikipedia wünscht sich an dieser Stelle ein Bild vom Ort mit diesen Koordinaten 48.141686 11.577308 . Motiv: Ehemalige Gedenkstätte für die „geraubten Gebiete“, Feldherrnhalle Falls du dabei helfen möchtest, erklärt die Anleitung , wie das geht. BW | Deutschland | München                                        | Feldherrnhalle (Odeonsplatz) 48° 8′ 30,1″ N, 11° 34′ 38,3″ O                                                                    | Am 15. Juni 1924 wurde in der Rückwand der Feldherrnhalle eine Gedenkstätte für die „geraubten Gebiete“ eingerichtet. Die Inschrift lautete: „Herr, mach uns frei!“ und dann die Namen der Gebiete: Elsaß-Lothringen, Pfalz, Rhein-Ruhr-Saar, Schleswig, Westpreußen-Danzig-Memelland, Posen, Schlesien, Deutsch-Böhmen, Südtirol und Kolonieren(?). Nach 1945 wurden die Inschriften entfernt. |
| 0 | Deutschland | Weißenfels                                     | Rosalskypark | Das am 31. August 1924 eingeweihte „Mahnmal für unsere geraubten Kolonien“ bestand aus einem Halbrund von Kalksteinblöcken. In der Mitte befand sich der zentrale Gedenkstein, der von einem Löwen gekrönt war. Das Denkmal wurde 1940 abgebaut. |
| Weitere Bilder | Namibia     | Windhoek                                       | Reiterdenkmal (Windhoek), heute musealisiert 22° 34′ 7″ S, 17° 5′ 16″ O                                                         | Das Reiterdenkmal wurde am 27. Januar 1912 eingeweiht und soll an die Kolonialkriege des deutschen Kaiserreichs gegen die Herero und Nama von 1903 bis 1907 in Deutsch-Südwestafrika erinnern. Der Entwurf des Berliner Bildhauers Adolf Kürle zeigt einen überlebensgroßen Schutztruppenreiter in Uniform. Am 25. Dezember 2013 wurde es abgebaut und steht heute in der Alten Feste. |
| Weitere Bilder | Polen       | Breslau                                        | Liebichshöhe 51° 6′ 16,2″ N, 17° 2′ 22,5″ O                                                                                     | 1936 wurde an der Ostseite der Anhöhe das Kolonialdenkmal erbaut, welches an die gefallenen Deutschen in den ehemaligen Kolonien erinnern soll. Dieses wurde 1945 entfernt. |
| 0 | Polen       | Danzig                                         | Deutsches Studentenhaus | 1932 wurde von der DKG und der Kolonialen Arbeitsgemeinschaft Danzig Gedenktafeln im Wappensaal des Deutschen Studentenhauses aufgehängt. Sie sind nicht erhalten. |
| | Tansania    | Bagamoyo                                       | 0 | Das 1894 eingeweihte, 10 Meter hohe Denkmal für Hermann von Wissmann besteht nicht mehr. |
| Weitere Bilder | China       | Qingdao                                        | Diederichsberg (heute Xinhaoshan) 36° 4′ 1″ N, 120° 19′ 32″ O                                                                   | Otto von Diederichs und der Besetzung von Kiautschou gewidmeter Gedenkstein. Eingeweiht am 21. November 1898. Nur in Fragmenten erhalten. |
| Weitere Bilder | China       | Qingdao                                        | Südseite des Kaiser-Wilhelm-Ufers (heute Taiping-Straße) 36° 3′ 41,7″ N, 120° 19′ 7″ O                                          | Das Gouverneur-Jaeschke-Denkmal bestand aus einer Gedenksäule (Obelisk), die Paul Jaeschke und der Besetzung von Kiautschou gewidmet war. Sie hatte eine Höhe von circa 16 Metern. Das Denkmal wurde durch den deutschen Architekten Peter Bernatz entworfen und im März 1903 fertiggestellt. Nach der japanischen Eroberung von 1914 wurde es zuerst umgewidmet und nach erneuter Besetzung durch Japan 1938 umgestaltet. |
| | China       | Qingdao                                        | Bismarck-Kaserne 36° 3′ 55″ N, 120° 19′ 58″ O                                                                                   | Kriegerdenkmal zum „Gedächtniss der während der Kämpfe 1900–1901 für das Vaterland gefallenen u. verstorbenen Kameraden des III. Seebataillons“. Das Denkmal wurde am 23. Juni 1911 eingeweiht und befand sich auf einer Treppe vor den Kasernengebäuden I und II. Das Denkmal wurde nach der Besetzung Qingdaos durch Japan abgebaut. |
| 0 | Deutschland | Weimar                                         | Bismarckplatz (heute August-Bebel-Platz) 50° 58′ 38,2″ N, 11° 19′ 0,8″ O                                                        | Anlässlich der Kolonialtagung des Deutschen Kolonialkrieger-Bundes wurde am 7. September 1930 der Kolonialbrunnen eingeweiht. Den Brunnen krönte ein Adler auf einer Weltkugel, geschaffen von Josef Seife. Der Adler war von einem Pfeil getroffen, der den Versailler Vertrag symbolisierte. Darunter standen auf einer Bronzetafel die Namen der ehemaligen Kolonien. Der Adler und die Tafel wurden nach 1945 entfernt. 1970 wurde der Brunnen ganz abgebaut. |
| 0 | Polen       | Słubice                                        | Frankfurt (Oder), vor der Funkerkaserne in der Dammvorstadt                                                                     | Das Denkmal, ein Obelisk, wurde am 30./31. Oktober 1926 vor der Kaserne eingeweiht. Es erinnerte an die Toten der Schutztruppe in Kamerun und wurde vom Traditionsverein der ehemaligen Schutztruppe errichtet. Es ist nicht erhalten. |
| 0 | Polen       | Słubice                                        | Frankfurt (Oder), Gartenanlage der Funkerkaserne in der Dammvorstadt                                                            | 1931 wurde ein Mast des 1914 gesunkenen Kriegsschiffs Nachtigal geborgen und als Denkmal aufgestellt. Er ist nicht erhalten. |
| 0 | Polen       | Glatz                                          | Glatz, Grünanlagen am Vogtsdorfwall                                                                                             | Am 19. September 1939 wurde durch die Kolonialkrieger-Kameradschaft Glatz ein Denkmal errichtet. Es war ein Südwester-Hut auf einem hohen rechteckigen Sockel. Er ist nicht erhalten. |
| | Deutschland | Lübeck                                         | ehemals Hof der Marli-Kaserne, heutiger Rest auf dem Ehrenfriedhof 53° 53′ 10,4″ N, 10° 42′ 34,3″ O                             | Zum zehnjährigen Bestehen stiftete der Kameradschaftsbund der ehemaligen 76er und 162er einen Gedenkstein. Dieser Gedenkstein für die in Deutsch-Südwest-Afrika gefallenen ehemaligen Angehörigen des Regiments Lübeck stand ursprünglich auf dem Hof der Marli-Kaserne (I. Bataillon) und wurde am 23. Juni 1907 dem Kommandeur übergeben. Die Tafel des Denkmals liegt heute nahezu unlesbar von Grünspan überzogen auf dem Boden des Ehrenfriedhofs. Der Verbleib des Steines ist unbekannt. |
| 0 | Deutschland | Wuppertal                                      | Barmer Ruhmeshalle, heute Haus der Jugend, Geschwister-Scholl-Platz 51° 16′ 17″ N, 7° 12′ 12″ O                                 | Gedenktafel des Bildhauers Harald Schmahl für den Reichskolonialbund zur Gründung des deutschen Kolonialreiches fünfzig Jahre zuvor. Eingeweiht am 4. April 1937. Durch einen Luftangriff Ende Januar 1943 zerstört. |

### Nicht umgesetzte Kolonialdenkmäler
| Bild | Staat       | Ort                      | Lage                                                              | Beschreibung |
| ---- | ----------- | ------------------------ | ----------------------------------------------------------------- | --- |
| 0    | Deutschland | Bad Nauheim              | 0                                                                 | 1921–1923 und erneut 1935–1938 plante der "Verein Deutsche Kolonial-Ehrenburg" die Errichtung der Deutschen Kolonial-Ehrenburg als Mahnmal und Museum. Vorgesehen war ein Nachbau der ostafrikanischen Festung Mpapua und Nutzung als Kolonialmuseum. Die Sendensammelaufrufe reichten nicht für den Bau und die Pläne verliefen im Sande.                                                                                               |
| 0    | Deutschland | Berlin                   | Balten-Platz, heute Bersarinplatz 52° 31′ 6,8″ N, 13° 27′ 11,2″ O | 1908 bis 1914 wurde ein Kolonialkriegerdenkmal geplant. 1913/14 erfolgte ein Denkmalwettbewerb bei dem 7 (oder 10) bekannte Bildhauer Entwürfe einreichten. Die Jury vergab 2 erste Preise. Einer davon ging an Hermann Hahn/Carl Sattler, der andere an Fritz Behn. Durch den Ausbruch des Ersten Weltkriegs wurde das Denkmalprojekt nicht umgesetzt. Der Entwurf von Fritz Behn wurde später in veränderter Form in Bremen umgesetzt. |
| 0    | Deutschland | Berlin                   | verschiedene Standortvorschläge                                   | 1920 bis 1925 wurden die Pläne für ein Berliner Kolonialkriegerdenkmal wieder aufgegriffen. Treiber waren die führenden Verbände der Kolonialbewegung. Vorgeschlagene Standorte waren neben dem Balten-Platz der Platz am Brandenburger Tor und der Königsplatz am Reichstag (heute Platz der Republik). Eine Umsetzung erfolgte jedoch nicht.                                                                                           |
| 0    | Deutschland | Düsseldorf               | Nordende des Maifelds 51° 14′ 50,5″ N, 6° 45′ 45″ O               | 1938 bis 1984 und erneut 1954 wurde ein Ostafrika-Denkmal in Düsseldorf geplant. Vorgesehen war ein Entwurf von Walter von Ruckteschell. Nachdem die Planungen in Düsseldorf und in Potsdam (siehe dort) nicht umgesetzt wurden, wurde das Denkmal von Ruckteschell 1955 in Aumühle errichtet (siehe dort). |
| 0    | Deutschland | Eisenach                 | Eisenach, Elisabeth-Höhe 50° 56′ 27,5″ N, 10° 19′ 34,7″ O         | 1930 bis 1940 wurde ein Denkmal in Eisenach geplant. Vorgesehen war ein Reichskolonial-Ehrenmal, später ein Reichskolonial-Ehrenhain. Die Entwürfe für das Denkmal stammten von Fritz Behn und Walter von Ruckteschell. Im Zentrum eines Ehrenhofes sollte ein 30 Meter hoher Obelisk in Form einer Palme stehen. Da die Spendeneinnahmen nicht ausreichten, endete das Projekt nach ersten Rodungs- und Bodenuntersuchungsarbeiten.     |
| 0    | Deutschland | Erfurt                   | 0                                                                 | 1912 bis 1914 planten die Erfurter Marine- und Kolonialkriegervereine ein Marine- und Kolonialdenkmal. Aufgrund des Kriegsbeginns wurden die Pläne nicht umgesetzt. |
| 0    | Polen       | Hindenburg/Oberschlesien | 0                                                                 | Das Marine- und Kolonialdenkmal in Hindenburg wurde 1938/39 geplant aber nicht umgesetzt. Es sollte sich um einen Adler auf einem Sockel mit der Inschrift „Gedenkt der Kolonien“ handeln. |
| 0    | Deutschland | Konstanz                 | in der Nähe von Konstanz                                          | 1909 bis 1914 wurde ein koloniales Nationaldenkmal bei Konstanz geplant. Vorgesehen war ein Nachbau der Kolonialstation in Mpapua. Das Vorhaben wurde durch den Ersten Weltkrieg verhindert und nach dem Krieg in Bad Nauheim neu aufgegriffen. |
| 0    | Deutschland | Leipzig                  | unbekannt                                                         | 1909 bis 1914, 1924/25 und 1938 wurde ein sächsisches Landes-Kolonial-Kriegerdenkmal geplant. Der Leipziger Bildhauer Georg Muth legte hierzu im Laufe der Zeit vier Entwürfe vor, die nicht realisiert wurden. |

### Gedenkbäume
In Deutschland wurden daneben eine Reihe von Gedenkbäumen gepflanzt, die an die (verlorenen) deutschen Kolonien erinnerten. So wurden unter anderem in folgenden Orten Kolonialeichen gepflanzt:
| Bild | Staat       | Ort                   | Lage                                                                              | Beschreibung |
| ---- | ----------- | --------------------- | --------------------------------------------------------------------------------- | --- |
| 0    | Deutschland | Bernburg a.d. Saale   | Sedansplatz (heute Rheineplatz) 51° 47′ 46,1″ N, 11° 44′ 40,6″ O                  | 1924 wurde die Kolonialeiche von der Kolonialen Arbeitsgemeinschaft Bernburg gepflanzt. Neben der Eiche stand ein Gedenkstein mit Inschrift. Der Baum war durch 6 Granitsäulen, die mit einer Kette verbunden waren, eingefriedet. 1946 wurde der Platz in Liebknechtplatz umbenannt und das Denkmal entfernt.                                             |
| 0    | Deutschland | Frankfurt am Main     | Frankfurt, Viktoria-Allee (heute Senckenberganlage) 50° 6′ 53,7″ N, 8° 39′ 7,3″ O | Um 1924 wurde durch Frankfurter Kolonialvereine eine Kolonialeiche gepflanzt. Im Dezember 1932 wurde vor der Eiche ein rechteckiger Steinblock mit Inschrift aufgestellt. Weder Baum noch Stein sind erhalten. |
| 0    | Deutschland | Freiburg im Breisgau  | vor der Universität 47° 59′ 35,5″ N, 7° 50′ 49,8″ O                               | Am 16. Juni 1935 wurde durch den RKB eine Kolonialeiche vor der Universität gepflanzt. Der Baum ist nicht erhalten. |
| 0    | Deutschland | Gladbeck              | am Schloss Wittringen 51° 33′ 34,7″ N, 6° 58′ 52,5″ O                             | Im April 1924 wurde durch den Gladbecker Kolonialverein und den Verein ehemaliger Kolonialkrieger Gladbeck eine Kolonialeiche am Schloss Wittringen gepflanzt. Der Baum ist nicht erhalten. |
| 0    | Russland    | Königsberg in Preußen | Walter-Simon-Platz 54° 41′ 53,7″ N, 20° 32′ 0,8″ O                                | Anlässlich der Reichskolonialtagung 1927 pflanzten die Kolonialverbände eine Kolonialeiche auf dem Walter-Simon-Platz. Dort befindet sich heute das Stadion, der Baum existiert nicht mehr. |
| 0    | Deutschland | Leipzig               | Park am Völkerschlachtdenkmal 51° 18′ 55,6″ N, 12° 24′ 17,8″ O                    | Am 27. April 1924 wurde durch den Schutztruppen- und Kolonialverein Leipzig eine Kolonialeiche im Park am Völkerschlachtdenkmal gepflanzt und ein Gedenkstein in Form eines Findlings aufgestellt. Der Baum ist nicht erhalten, der Findling wurde nach dem Zweiten Weltkrieg der Inschrift beraubt und befindet sich heute an der Straße des 18. Oktober. |
| 0    | Deutschland | Nordhausen            | Gehege am Rosenthalberg 51° 30′ 33,1″ N, 10° 47′ 28,9″ O                          | Am 26. Oktober 1924 wurde durch eine Gruppe ehemaliger Kolonialdeutscher eine Kolonialeiche im Park im Gehege gepflanzt. 1980 wurde die Eiche im Sturm umgeworfen und danach beseitigt. |

Koloniallinden finden sich unter anderem in:
- Augsburg im Wittelsbacher Park (1924)

## Französisches Kolonialreich
In den Französischen Kolonien wurden eine Reihe von Kolonialdenkmalen errichtet, die überwiegend nicht mehr bestehen.

### Denkmale in Algerien
In Algerien wurden eine Vielzahl von Denkmälern errichtet. Diese erinnerten zunächst an die militärische Eroberung des Landes. Später spielte die Demonstration französischer Kultur und Herrschaft eine größere Rolle. Im Nachgang des Ersten Weltkriegs entstanden auch in Algerien Gefallenendenkmale. 1962 wurden die meisten Denkmale von den abziehenden französischen Truppen demontiert und ins Mutterland überführt. Die verbleibenden Denkmale sind überwiegend nicht erhalten.
| Bild           | Ort                         | Jahr                    | Denkmal                                                                                                | Lage                                                                         | Beschreibung |
| -------------- | --------------------------- | ----------------------- | --- | ---------------------------------------------------------------------------- | --- |
|                | Constantine                 | ca. 1841                | Pyramide Damrémont                                                                                     | 36° 21′ 37,4″ N, 6° 36′ 24,3″ O                                              | Das Denkmal erinnerte an General Charles-Marie Denys de Damrémont, der bei der Belagerung von Constantine 1837 starb. Das Denkmal ist das erste Kolonialdenkmal in Algerien. Es wurde an der Stelle errichtet, wo die französischen Truppen in die Stadt eingedrungen waren, dem späteren Damrémont-Platz. 1914 wurde die Pyramide abgerissen, um Platz für ein neues Denkmal zu machen. Die Pyramide selbst wurde in eine Stützmauer an der Straße nach Sétif eingebaut und ist dort erhalten. |
| 0              | Sidi-Fredj                  | 1844                    | Monument du débarquement                                                                               |                                                                              | Das Denkmal erinnerte an die Landung französischer Truppen vom 14. Juni 1830 in Sidi-Fredj. Es handelte sich um eine etwa 10 Meter hohe Steinpyramide an der Landungsstelle. Dort fanden in den Folgejahren auch Landunsgfeiern statt. |
| 0              | Sétif                       | ca. 1844                | Buste du Duc d’Orléans                                                                                 |                                                                              | Büste des Bürgerkönigs Louis-Philippe I. |
| 0              | Beni Mered                  | 1845                    | Monument du combat de Beni-Méred                                                                       |                                                                              | Das Denkmal erinnerte an die Schlacht von Beni Mered |
| 0              | Algier                      | 1845                    | Statue du Duc d’Orléans                                                                                |                                                                              | [ 25 ] |
| 0              | Sidi Brahim                 | 1846                    | Tombeau des Chasseurs (zunächst Denkmal, dann Grabanlage)                                              |                                                                              | Schlacht bei Sidi Brahim |
| 0              | Sidi Brahim/Nemours         | 1840er                  | Tombeau des Chasseurs (Grab auf Friedhof von Nemours)                                                  |                                                                              | [ 27 ] |
| Weitere Bilder | Algier                      | 1852                    | Statue du général Bugeaud                                                                              | 45° 20′ 11,7″ N, 1° 3′ 7,2″ O                                                | Das Standbild von General Thomas Robert Bugeaud de la Piconnerie (Bildhauer war Augustin-Alexandre Dumont) befand sich auf der Place d’Isly in Algier. 1969 wurde es auf die Place des promenades in Excideuil versetzt. In Perigueux steht eine zweite Ausfertigung des Denkmals |
| 0              | Constantine                 | 1852                    | Tombeau des braves                                                                                     |                                                                              | [ 29 ] |
| 0              | Mazagran                    | 1853                    | Monument à la Défense de Mazagran                                                                      |                                                                              | Denkmal für die Belagerung von Mazagran (1840) |
| 0              | Sidi Brahim                 | 1853                    | Colonne de Montagnac                                                                                   |                                                                              | Säule für Lucien de Montagnac |
| 0              | Algier                      | 1863–1865               | (Projekt) Monument commémorant la visite de l’Empéreur en Algérie                                      |                                                                              | Geplantes Denkmal für den Besuch von Napoleon III. in Algerien |
| 0              | Pélissier                   | 1864                    | Buste de Pélissier                                                                                     |                                                                              | [ 31 ] |
| 0              | Algier                      | ca. 1864–1865           | Buste de Pélissier                                                                                     |                                                                              | Büste von Aimable Pélissier |
| 0              | Dély-Ibrahim                | ca. 1864–1865           | Buste de Pélissier                                                                                     |                                                                              | Büste von Aimable Pélissier |
| 0              | Jemmapes                    | 1865                    | Obélisque à la mémoire de M. de Lannoy de Bissy                                                        |                                                                              | Obelisk für Richard de Regnauld de Lannoy de Bissy, französischer Pionier-Offizier und Kartograph |
| 0              | Constantine                 | 1866                    | Statue du maréchal Valée                                                                               | 48° 23′ 32,9″ N, 4° 31′ 40,4″ O                                              | Das Denkmal für Sylvain-Charles Valé wurde am 28. Oktober 1866 auf dem damaligen Square du Maréchal-Valée eingeweiht. 1962 wurde es demontiert und zunächst in Camp Fray (Vorort von Mansoura) eingelagert. Am 8. Februar 1963 wurde sie in Valées Geburtsort Brienne-le-Château neu aufgestellt. |
| 0              | Philippeville               | 1878                    | Statue de Brennus                                                                                      |                                                                              | [ 34 ] |
| 0              | Bône                        | 1879                    | Statue de Thiers                                                                                       |                                                                              | Denkmal für Adolphe Thiers |
| 0              | Oran                        | 1882                    | Buste de Hoche                                                                                         |                                                                              | [ 31 ] |
| 0              | Bordj-BouArréridj           | 1883                    | Monument aux victimes de l’insurrection de 1871                                                        |                                                                              | Denkmal für die Opfer des Kabylenaufstand 1870/1871 |
| 0              | Ouargla                     | ca. 1883                | Monument Flatters                                                                                      |                                                                              | Denkmal für Paul Flatters |
| 0              | El-Kseur / Fort-National    | 1884                    | Tombeau de la neige                                                                                    |                                                                              | [ 37 ] |
| 0              | Oran                        | 1885                    | Buste de Gambetta                                                                                      |                                                                              | [ 38 ] |
|                | Kouba                       | 1887                    | Statue du général Margueritte                                                                          | 36° 43′ 55,2″ N, 3° 5′ 4″ O (Kouba) 49° 43′ 17,5″ N, 4° 55′ 38,6″ O (Floing) | Das Standbild von Jean-Auguste Margueritte (Bildhauer war Louis Albert-Lefeuvre) wurde am 17. April 1887 gegenüber dem Rathaus eingeweiht. 1968 wurde es in Floing gegenüber dem Rathaus aufgestellt. |
| 0              | Boufarik                    | 1887                    | Statue du sergent Blandan                                                                              |                                                                              | [ 40 ] |
| 0              | Haussonvillers              | 1887                    | Monument à la mémoire de d’Haussonville                                                                |                                                                              | [ 32 ] |
| 0              | Sidi-Bel-Abbès              | 1889                    | Colonne du centenaire de la Révolution de 1789                                                         |                                                                              | [ 34 ] |
| 0              | Valmy                       | 1893                    | Monument du Figuier                                                                                    |                                                                              | [ 41 ] |
| 0              | Constantine                 | 1893 ff.                | (Projekt) Monument de Gambetta                                                                         |                                                                              | [ 37 ] |
| 0              | Algier                      | 1894                    | Buste Cervantes (grotte)                                                                               |                                                                              | [ 42 ] |
| 0              | Algier                      | 1895                    | Statue du maréchal de Mac Mahon                                                                        |                                                                              | [ 43 ] |
| 0              | Icherridene / Fort-National | 1895                    | Pyramide commémoratif de la conquête de la Kabylie 89 f.,                                              |                                                                              | [ 44 ] |
| 0              | Algier                      | 1896                    | Buste du docteur Maillot                                                                               |                                                                              | [ 32 ] |
| 0              | Roum-el-Souk                | 1896                    | Monument de Roum-el-Souk                                                                               |                                                                              | [ 45 ] |
| 0              | Cherchell                   | 1897                    | Buste du général Cavaignac                                                                             |                                                                              | [ 46 ] |
| 0              | Palestro                    | 1897                    | Monument commémoratif de la révolte des Kabyles en 1871                                                |                                                                              | [ 47 ] |
| 0              | Taguin                      | 1898                    | Monument de la prise de la zmala d’Abdelkade                                                           |                                                                              | [ 48 ] |
| 0              | Oran                        | 1898                    | Monument Aucour                                                                                        |                                                                              | [ 48 ] |
| Weitere Bilder | Oran                        | 1898                    | Monument de Sidi-Brahim                                                                                | 35° 42′ 11,6″ N, 0° 38′ 57,6″ W                                              | Das Denkmal für die Schlacht bei Sidi Brahim verblieb in Oran und wurde Ende der 1960er Jahre in ein Denkmal an Abd-el-Kader umgewidmet. |
| 0              | Mostaganem                  | 1898                    | Monument de la catastrophe d’Adélia                                                                    |                                                                              | [ 35 ] |
| 0              | Biskra                      | 1900                    | Statue du cardinal Lavigerie                                                                           |                                                                              | [ 49 ] |
| 0              | Saïda                       | 1901                    | Colonne Lamoricière                                                                                    |                                                                              | [ 50 ] |
| 0              | Tirman                      | 1904                    | Monument Tirman                                                                                        |                                                                              | [ 51 ] |
| 0              | Constantine                 | 1905 ff.                | (Projekt) Buste de Contencin                                                                           |                                                                              | [ 48 ] |
| 0              | Algier                      | 1906                    | Buste du commandant Lamy                                                                               |                                                                              | [ 32 ] |
| 0              | Saint-Eugène                | 1906                    | Monument aux Zouaves                                                                                   |                                                                              | [ 35 ] |
| 0              | Bône                        | 1907                    | Statue de Jérôme Bertagna                                                                              |                                                                              | Jérôme Bertagna war Bürgermeister von Bône. 1962 wurde das Denkmal abgebaut, nach Frankreich verbracht und dort zunächst eingelagert. Danach wurde die Statue der Familie Bertagna übergeben, die sie auf ihrem Privatgrundstück aufstellte. |
| 0              | Constantine                 | 1909                    | Monument du général Lamoricière                                                                        |                                                                              | [ 49 ] |
| 0              | Oran                        | 1909                    | Monument Hippolyte Giraud                                                                              |                                                                              | [ 50 ] |
| 0              | Saint-Eugène                | 1909                    | Monument du Souvenir français                                                                          |                                                                              | [ 53 ] |
| 0              | Colomb-Béchar               | 1909                    | Monument aux morts de Menebha                                                                          |                                                                              | [ 35 ] |
| 0              | Nemours                     | 1909                    | Monument commémoratif de l’affaire de Bab El Assa                                                      |                                                                              | [ 35 ] |
| 0              | Tiaret                      | 1910                    | Monument du général Lamoricière                                                                        |                                                                              | [ 54 ] |
| 0              | Saïda                       | 1910                    | Monument aux morts de la Légion étrangère et de l’armée d’Afrique du Sud-Oranais                       |                                                                              | [ 55 ] |
| 0              | Oran                        | 1910                    | Monument au maréchal-deslogis Ben Daoud                                                                |                                                                              | [ 56 ] |
| 0              | Tlemcen                     | 1911                    | Buste du général Cavaignac                                                                             |                                                                              | [ 57 ] |
| 0              | Dély-Ibrahim                | 1912                    | Monument à la mémoire des combattants de 1830                                                          |                                                                              | [ 58 ] |
| 0              | Philippeville               | 1912                    | Monuments au 3e Zouaves                                                                                |                                                                              | [ 35 ] |
| 0              | El-Biar / Algier            | 1912                    | Monument aux morts de l’Armée d’Afrique                                                                |                                                                              | [ 59 ] |
| 0              | Algier                      | 1912 ff.                | (Projekt) Monument aux pionniers de la colonisation algérienne                                         |                                                                              | [ 54 ] |
| 0              | Hafir                       | 1913                    | Monument à la colonne de Martimprey                                                                    |                                                                              | [ 35 ] |
| 0              | Orléansville                | 1913 ff.                | (Projekt) Monument Paul Robert                                                                         |                                                                              | [ 32 ] |
| 0              | Koléa                       | 1914                    | Monument du général Lamoricière                                                                        |                                                                              | [ 60 ] |
| 0              | Marnia                      | 1914                    | Monument à la mémoire des soldats morts au cours des opérations dans les Beni-Snassen en 1859, 1907–08 |                                                                              | [ 35 ] |
| 0              | Constantine                 | 1914                    | Monument Béhagle                                                                                       |                                                                              | [ 35 ] |
| 0              | Constantine                 | 1914 Monument Damrémont | 27 f., 90 f., 169                                                                                      |                                                                              | [ 59 ] |
| 0              | Hippo/Bône                  | 1914                    | Statue de Saint Augustin                                                                               |                                                                              | [ 61 ] |
| 0              | Constantine                 | 1923                    | Statue de Constantin le Grand                                                                          |                                                                              | [ 35 ] |
| 0              | Constantine                 | 1924                    | Monument aux morts du 3e Zouaves                                                                       |                                                                              | [ 32 ] |
| 0              | Laferrière                  | 1924                    | Monument Edouard Laferrière                                                                            |                                                                              | [ 62 ] |
| 0              | Algier                      | 1925                    | Monument Charles de Galland                                                                            |                                                                              | [ 35 ] |
| 0              | Algier                      | 1925                    | Statue du cardinal Lavigerie                                                                           |                                                                              | [ 63 ] |
| 0              | Tlemcen                     | 1925                    | Monument à la gloire du 2e Chasseurs d’Afrique                                                         |                                                                              | [ 64 ] |
| 0              | Algier                      | 1926                    | Monument Cervantes (square)                                                                            |                                                                              | [ 61 ] |
| 0              | Bône                        | 1926                    | Buste de Jean Bulliod                                                                                  |                                                                              | [ 32 ] |
| 0              | Oran                        | 1927                    | Monument Eugène Etienne                                                                                |                                                                              | [ 64 ] |
| 0              | Algier                      | 1927                    | Monument de Charles Jeanmaire                                                                          |                                                                              | [ 62 ] |
| 0              | Laveran                     | 1930                    | Buste du docteur Laveran                                                                               |                                                                              | [ 65 ] |
| 0              | Algier                      | 1930                    | Statue de René Viviani                                                                                 |                                                                              | [ 66 ] |
| 0              | Algier                      | 1930                    | Statue de Charles Lutaud                                                                               |                                                                              | [ 64 ] |
| 0              | Dély-Ibrahim                | 1930                    | Monument Boutin                                                                                        |                                                                              | [ 67 ] |
| 0              | Sidi-Ferruch                | 1930                    | Monument de Sidi-Ferruch                                                                               |                                                                              | [ 68 ] |
| 0              | Boufarik                    | 1930                    | Monument à la gloire du génie colonisateur de la France                                                |                                                                              | [ 69 ] |
| 0              | Bône                        | 1930                    | Statue de Jeanne d’Arc                                                                                 |                                                                              | [ 70 ] |
| 0              | Dély-Ibrahim                | 1930                    | Monument Boutin                                                                                        |                                                                              | [ 67 ] |
| 0              | Ouargla                     |                         | 1930                                                                                                   |                                                                              | [ 71 ] |
| 0              | Philippeville               | 1930                    | Monument Octave Passerieu                                                                              |                                                                              | Octave Passerieu war Bürgermeister von Philippeville (damals Skida). |
| 0              | Souk-Ahras                  | 1931                    | Monument du docteur Clada                                                                              |                                                                              | [ 32 ] |
| 0              | Oran                        | 1931                    | Statue de Jeanne d’Arc                                                                                 |                                                                              | [ 68 ] |
| 0              | La Calle                    | 1931                    | Monument Bastion de France                                                                             |                                                                              | [ 67 ] |
| 0              | Douéra                      | 1931                    | Monument du docteur Babilée                                                                            |                                                                              | [ 32 ] |
| 0              | Sidi-Bel-Abbès              | 1931                    | Monument aux morts de la Légion Etrangère                                                              |                                                                              | [ 32 ] |
| 0              | Bône                        | 1932                    | Monument de la prise de Bône                                                                           |                                                                              | [ 71 ] |
| 0              | Kléber                      | 1933                    | Monument du général Kléber                                                                             |                                                                              | [ 73 ] |
| 0              | Bougie                      | 1933                    | Monument à la mémoire des glorieux Zouaves de 1835                                                     |                                                                              | [ 32 ] |
| 0              | Algier                      | 1934                    | Monument du docteur Trabut                                                                             |                                                                              | [ 74 ] |
| 0              | Chanzy                      | 1934                    | Statue du général Chanzy                                                                               |                                                                              | [ 75 ] |
| 0              | Koléa                       | 1934                    | Monument du maréchal Clauzel                                                                           |                                                                              | [ 32 ] |
| 0              | Bône                        | 1934                    | Monument Marchis                                                                                       |                                                                              | [ 32 ] |
| 0              | Fort de l’Eau               | 1934                    | Monument du baron de Vialar                                                                            |                                                                              | [ 32 ] |
| 0              | Hussein-Dey                 | 1935                    | Monument à la gloire du génie d’Afrique                                                                |                                                                              | [ 32 ] |
| 0              | Jemmapes                    | 1937                    | Monument aux pionniers de 1848                                                                         |                                                                              | [ 32 ] |
| 0              | Constantine                 | 1937                    | Buste du docteur Laveran                                                                               |                                                                              | [ 32 ] |
| 0              | Algier                      | 1938                    | Stèle à la mission Foureau-Lamy                                                                        |                                                                              | [ 75 ] |
| 0              | Algier                      | 1939                    | Stèle commémorative à Raffi                                                                            |                                                                              | [ 32 ] |
| 0              | Cacherou                    | 1949                    | Monument à la mémoire de l’émir Abdelkader                                                             |                                                                              | [ 76 ] |
| 0              | Algier                      | 1951                    | Statue de Jeanne d’Arc                                                                                 |                                                                              | [ 32 ] |

### Denkmale in Madagaskar
| Bild | Ort          | Jahr     | Denkmal                         | Lage                             | Beschreibung |
| ---- | ------------ | -------- | ------------------------------- | -------------------------------- | --- |
| 0    | Antananarivo | ca. 1841 | Kolonialdenkmal in Antananarivo | 18° 54′ 20,2″ S, 47° 31′ 23,7″ O | Auf der Place Colbert (heute: Place de l’indépendance) in Antananarivo wurde vor dem Sitz der Kolonialverwaltung ein Kolonialdenkmal errichtet. Es bestand aus einem von zwei allegorischen Frauenfiguren gekrönten Steinsockel, an dessen Fuß ein Kolonialsoldat saß. |

## Niederländisches Kolonialreich
| Bild           | Ort       | Jahr | Denkmal                               | Lage                                                   | Beschreibung |
| -------------- | --------- | ---- | ------------------------------------- | ------------------------------------------------------ | --- |
| Weitere Bilder | Amsterdam | 1935 | Monument Indië-Nederland              | Olympiaplein, Amsterdam 52° 21′ 0″ N, 4° 51′ 56″ O     | Das Monument Indië-Nederland in Amsterdam des Bildhauers Frits van Hall wurde 1935 ursprünglich als Denkmal für Generak Joannes Benedictus van Heutsz geschaffen und 2004 als Denkmal für Niederländisch-Indien umgewidmet. Es steht als Rijksmonument unter Denkmalschutz. |
| Weitere Bilder | Hoorn     | 1893 | Jan Pieterszoon Coen-Denkmal in Hoorn | Roode Steen, Hoorn 52° 38′ 21,5″ N, 5° 3′ 33,3″ O      | Das Denkmal für Jan Pieterszoon Coen in Hoorn wurde von Ferdinand Leenhoff (1841–1914) geschaffen und steht seit 1965 als Rijksmonument unter Denkmalschutz. |
| Weitere Bilder | Rotterdam | 1870 | Piet Heyn-Statue (Rotterdam)          | Achterhavenbrug, Delfshaven 51° 54′ 29″ N, 4° 27′ 0″ O | Das Denkmal für Piet Pieterszoon Heyn in Rotterdam-Delfshaven wurde von Joseph Graven (1836–1877) geschaffen und steht seit 1973 als Rijksmonument unter Denkmalschutz. |

## Andere Kolonialreiche

### Liste bestehender Kolonialdenkmäler
| Bild           | Staat              | Ort                         | Lage                                                            | Beschreibung |
| -------------- | ------------------ | --------------------------- | --------------------------------------------------------------- | --- |
|                | Belgien            | Geraardsbergen              | Geraardsbergen, Grupellopark 50° 46′ 16,5″ N, 3° 53′ 6,6″ O     | Das Denkmal ehrt die "Gefallenen im Dienst der Zivilisation". Es wird von einem Elefanten gekrönt.                                                        |
| Weitere Bilder | Portugal           | Lissabon                    | Praça do Império 38° 41′ 33,5″ N, 9° 13′ 3,8″ W                 | Das Monumento aos Combatentes do Ultramar entstand 1993 und erinnert an die Toten im Portugiesischen Kolonialkrieg.                                       |
| Weitere Bilder | Portugal           | Porto                       | Praça do Império 41° 9′ 18,4″ N, 8° 40′ 21,2″ W                 | Das Monumento ao Esforço Colonizador Português wurde anlässlich der Kolonialausstellung von 1934 erbaut                                                   |
| Weitere Bilder | Südafrika          | Pretoria                    | Voortrekkerdenkmal 25° 46′ 35″ S, 28° 10′ 33″ O                 | Das Voortrekkerdenkmal ist ein massiver Granitbau des Architekten Gerard Moerdijk und wurde zu Ehren der Voortrekker errichtet. Es wurde 1949 eingeweiht. |
| Weitere Bilder | Vereinigte Staaten | Provincetown, Massachusetts | Pilgrim Monument, Ryder Street Beach 42° 3′ 2″ N, 70° 11′ 13″ W | Das Denkmal entstand 1907 and 1910 an der Stelle, an der die Pilgerväter die Kolonie betreten hatten.                                                     |
| Weitere Bilder | Vereinigte Staaten | Provincetown, Massachusetts | Pilgrim Monument, Allerton Street 41° 57′ 36″ N, 70° 40′ 34″ W  | Das Pilgerväterdenkmal entstand 1889 und erinnert an die Pilgerväter.                                                                                     |